# 882
882 (DCCCLXXXII) fue un año común comenzado en lunes del calendario juliano, en vigor en aquella fecha.

## Acontecimientos
- Marino I sucede a Juan VIII como papa.
- Munio Núñez conde de Castilla repuebla y fortifica Castrogeriz.
- Oleg de Nóvgorod toma Kiev en nombre de Igor, hijo de Riúrik, y la convierte en su capital, formando la Rus de Kiev, reemplazando la cristianización del jaganato de Rus de 19 años.
- Primera batalla de Cellorigo.

## Fallecimientos
- 16 de diciembre - papa Juan VIII.